# Copa Asiática dos Campeões de Copa
A Asian Cup Winner's Cup (em inglês) ou Copa Asiática dos Campeões de Copa foi um torneio oficial organizado pela Confederação Asiática de Futebol (AFC) envolvendo os campeões das copas domésticas dos países filiados. O torneio foi disputado pela primeira vez em 1991 e extinto em 2002, unindo-se ao Campeonato Asiático de Clubes e originando a Liga dos Campeões da AFC. Seu campeão disputava contra o campeão do Campeonato Asiático de Clubes o título da Supercopa Asiática. Atualmente, a Copa é equivalente a AFC Champions League Two.

## Campeões
| Ano                | Campeão          | Placar      | Vice            | 3º Lugar         | 4º Lugar          |
| 1990-91 Detalhes   | Persepolis       | 0 - 0 1 - 0 | Muharraq        | Al-Shabab        | Al-Hilal          |
| 1991-92 Detalhes   | Yokohama Marinos | 1 - 1 5 - 0 | Al Nassr        | Al-Ramtha        | Bontang FC        |
| 1992-93 Detalhes   | Yokohama Marinos | 1 - 1 1 - 0 | Persepolis      | Al-Ittihad       | CLB SHB Đà Nẵng   |
| 1993-94 Detalhes   | Al-Qadisiyah     | 4 - 2 2 - 0 | South China     | Al-Arabi         | Yokohama Marinos  |
| 1994-95 Detalhes   | Yokohama Flügels | 2 - 1 (pro) | Al-Shaab        | Al-Ittihad       | TOT               |
| 1995 Detalhes      | Shonan Bellmare  | 2 - 1       | Al-Talaba       | Yokohama Flügels | Al-Riyadh         |
| 1996-97 Detalhes   | Al-Hilal         | 3 - 1       | Nagoya Grampus  | Ulsan Hyundai    | Esteghlal         |
| 1997-98 Detalhes   | Al Nassr         | 1 - 0       | Suwon Bluewings | Beijing Guoan    | Köpetdag Aşgabat  |
| 1998-99 Detalhes   | Al-Ittihad       | 3 - 2 (pro) | Chunnam Dragons | Kashima Antlers  | Al-Talaba         |
| 1999-2000 Detalhes | Shimizu S-Pulse  | 1 - 0       | Al-Zawraa       | Bangkok Bank     | Navbahor Namangan |
| 2000-01 Detalhes   | Al-Shabab        | 4 - 2       | Dalian Shide    | Shimizu S-Pulse  | Esteghlal         |
| 2001-02 Detalhes   | Al-Hilal         | 2 - 1 (pro) | Jeonbuk Hyundai | Al-Sadd          | Chongqing Lifan   |

### Títulos por clube
| Clube            | País                   | Títulos               | Vices         |
| ---------------- | ---------------------- | --------------------- | ------------- |
| Al-Hilal         | Arábia Saudita         | 2 (1996-97 e 2001-02) | 0             |
| Yokohama Marinos | Japão                  | 2 (1991-92 e 1992-93) | 0             |
| Al Nassr         | Arábia Saudita         | 1 (1997-98)           | 1 (1991-92)   |
| Persepolis       | Irão                   | 1 (1990-91)           | 1 (1992-93)   |
| Al-Ittihad       | Arábia Saudita         | 1 (1998-99)           | 0             |
| Al-Qadisiyah     | Arábia Saudita         | 1 (1993-94)           | 0             |
| Al-Shabab        | Arábia Saudita         | 1 (2000-01)           | 0             |
| Shonan Bellmare  | Japão                  | 1 (1995)              | 0             |
| Shimizu S-Pulse  | Japão                  | 1 (1999-2000)         | 0             |
| Yokohama Flügels | Japão                  | 1 (1994-95)           | 0             |
| Al-Shaab         | Emirados Árabes Unidos | 0                     | 1 (1994-95)   |
| Al-Talaba        | Iraque                 | 0                     | 1 (1995)      |
| Al-Zawraa        | Iraque                 | 0                     | 1 (1999-2000) |
| Chunnam Dragons  | Coreia do Sul          | 0                     | 1 (1998-99)   |
| Dalian Shide     | China                  | 0                     | 1 (2000-01)   |
| Jeonbuk Hyundai  | Coreia do Sul          | 0                     | 1 (2001-02)   |
| Muharraq         | Bahrein                | 0                     | 1 (1990-91)   |
| Nagoya Grampus   | Japão                  | 0                     | 1 (1996-97)   |
| South China      | Hong Kong              | 0                     | 1 (1993-94)   |
| Suwon Bluewings  | Coreia do Sul          | 0                     | 1 (1997-98)   |

### Títulos por país
| Clube                  | Títulos | Vices |
| ---------------------- | ------- | ----- |
| Arábia Saudita         | 6       | 1     |
| Japão                  | 5       | 1     |
| Irão                   | 1       | 1     |
| Coreia do Sul          | 0       | 3     |
| Iraque                 | 0       | 2     |
| Bahrein                | 0       | 1     |
| China                  | 0       | 1     |
| Emirados Árabes Unidos | 0       | 1     |
| Hong Kong              | 0       | 1     |